# Elaka drottningen
Den elaka drottningen, även känd som den onda drottningen, drottning Grimhilde, elaka styvmodern eller kort och gott Drottningen, är en fiktiv karaktär som gör sin debut i Walt Disney Animation Studios första animerade långfilm Snövit och de sju dvärgarna (1937). Hon är baserad på den onda drottningen från den tyska sagan " Snövit " från 1812. Drottningen i filmen beskrivs som väldigt känslokall, grym, sadistisk och högst fåfäng av sig.
Filmens version av drottningen skapades av Walt Disney och Joe Grant, och animerades ursprungligen av Art Babbitt med Lucille La Verne som tillför rösten till drottningen. Drottningen har genom tiderna också porträtterats av bland annat Jeanette Nolan, Eleanor Audley, June Foray,Ginny Tyler, Janet Waldo och Susanne Blakeslee, Olivia Wilde, Kathy Najimy och Gal Gadot. 
Den elaka drottningen har mottagits mycket väl av filmkritiker och allmänheten, och anses vara en av Disneys mest ikoniska och ondskefulla skurkar. Förutom att ha medverkat i originalfilmen så har den onda drottningen gjort ett flertal framträdanden i Disneylands attraktioner och produktioner, inklusive de som inte är direkt relaterade till berättelsen om Snövit. Filmens version av drottningen har också blivit en populär arketyp som influerat ett antal konstnärer och verk som inte är från Disney.

## Snövit och de sju dvärgarna

### Karaktärens roll i filmen
Snövit och de sju dvärgarna berättar inte mycket om drottningens bakgrund, utan filmen visar direkt upp henne som en kall, grym, sadistisk monark som styr sitt land med järnhand. I de flesta versioner så gifter hon sig med den döende kungen som tar över dennes styre efter hans bortgång och blir en person som många fruktar. Hennes ord var lag, och alla omkring var livrädda för henne och hennes ilska. Drottningen är också enormt självupptagen och fåfäng, detta tack vare hennes magiska spegel som hon kunde tala till när hon som helst önskade. Hon ställde oftast spegeln samma fråga; ("Spegel, spegel på väggen där, säg mig vem fagrast i landet är") och så länge som spegeln svarade att hon var fagrast så var drottningen till lags.

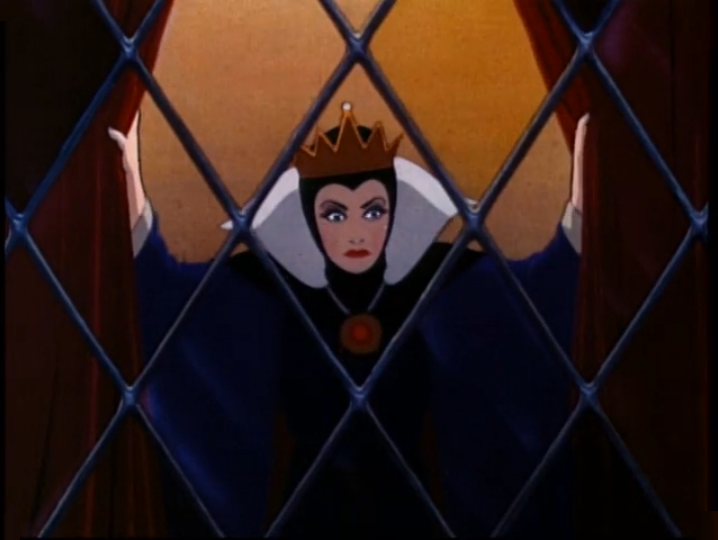
Drottningen som hon syns i filmen.

En dag berättar dock spegeln för henne att det finns en ny, fagrare kvinna i landet, hennes 14-åriga styvdotter, Snövit. Hon blev otroligt avundsjuk och rosenrasande på prinsessans skönhet och gjorde henne därför till en kökspiga, som drottningen jämt och ständigt satte i hårt arbete gång på gång. Men efter att ha sett en ung stilig prins från ett annat kungarike sjunga en kärlekssång till Snövit, så blir drottningen ännu mer rosenrasande. Hon befaller sin trogne jägare, Humbert, att ta prinsessan djupt in i skogen och döda henne. Han beordras också att ta tillbaka hennes hjärta i en skrin som bevis för dådet. Men Humbert kan inte stå ut med tanken att döda den unga prinsessan, så han talar om för Snövit om drottningens komplott och säger åt henne att fly och aldrig komma tillbaka. 
För att undkomma sitt straff så sätter han ett grishjärta i skrinet och ger det till drottningen. När hon frågar sin spegel samma fråga som tidigare så svarar den återigen att Snövit är den fagraste i landet och att hon bor i de sju dvärgarnas avlägsna stuga. Dvärgarna, som också är rädda för drottningens kunskap om svart magi och fruktar att hon ska döda dem alla, bestämmer sig för att ta in Snövit under sitt beskydd.
Rasande över att Humbert lurade henne bestämmer sig drottningen att hon personligen ska se till att Snövit dör till varje pris. Hon går ner i fängelsehålan till sitt hemliga rum där hon utövar sin mörka magi, och använder i desperation sin trollformelbok märkt som "Förklädnader" som hon använder för att förvandla sig till en gammal gumma. Sedan frammanar hon ett förgiftat äpple, vilket kommer att orsaka "den sovande döden", och lämnar slottet via en underjordisk tunnel med en vallgravsbåt. Hon är säker på att ingen skulle känna till eller utföra boten mot hennes besvärjelse, och tror att dvärgarna skulle begrava Snövit levande. Drottningen kommer till stugan och hittar Snövit som bakar en paj åt dvärgarna. Snövits skogsdjursvänner känner att något är fel med den här konstiga gamla kvinnan. 
Efter ett misslyckat försök att varna Snövit genom att attackera drottningen, så skyndar de sig för att varna dvärgarna om drottningens ankomst till stugan. Drottningen lyckas lura prinsessan att släppa in henne i stugan och äta det förgiftade äpplet och berättar för henne att det är ett magiskt önskeäpple. Snövit tar en tugga av äpplet, vilket försätter henne i en djup dödsliknande sömn.
Drottningen gottar sig i sin seger, men upptäcks snart av de nu arga dvärgarna och försöker fly. Dvärgarna jagar henne djupt in i skogen när en stor storm drar igång. Drottningen klättrar upp i bergen, där hon är fångad på ett stup med utsikt över ett till synes bottenlöst hål. Hon försöker knuffa ner ett stort stenblock för att krossa dvärgarna. Strax innan hon kan göra det slår blixten ner mellan henne och stenblocket, vilket får klippan hon står på att rasa samman som får henne (tillsammans med stenblocket) att falla skrikandes nerför klippan mot sin död, varav två sotsvarta gamar ler belåtet och flyger ner för att frossa på sin nya måltid.

## Koncept, design och skildring
Tidiga koncept för filmen krävde en "fet, komiskt tecknad, självnöjd" ond drottning. Walt Disney blev dock orolig för att ett sådant tillvägagångssätt skulle göra karaktären mindre realistisk och trovärdig. Eftersom han anade att mer tid behövdes för utvecklingen av drottningen, beslutade han att all uppmärksamhet uteslutande skulle ägnas åt "scener där bara Snövit, dvärgarna och deras fågel- och djurvänner dyker upp".  
En tidig idé som dök upp under produktionen var att drottningen skulle kidnappa prinsen och sätta honom i en av fängelsehålorna. Hon skulle berätta om sin plan om hur hon skulle göra sig av med Snövit och även försöka övertyga honom om att han kommer få känslor för drottningen. Han rymmer dock senare och bryter Snövits förtrollning. Det blev dock aldrig av då man beslöt att prinsen endast skulle dyka upp i dom viktigaste scenerna. Dock några år senare så blev idén inspirationen till scenen i Törnrosa när den onda fen Maleficent pratar med Philip i fängelsehålan.
Disney utvecklade huvudhandlingen vidare själv (Ollie Johnston sa att filmens berättelse baserades på konceptet att drottningens karaktär skulle mörda "en annan tecknad karaktär" som Disney bestämde sig för att få det verka trovärdigt), och fann därav ett dilemma i drottningens karaktärisering. Han föreställde sig senare drottningen som en blandning av Lady Macbeth och den stora stygga vargen, och bestämde sig för att satsa på "en äregirig, ståtlig vacker typ"  vars "skönhet är olycksbådande, underskön, med gott om kurvor som senare smälter bort när hon blir ful och hotfull i sin förvandling till häxan". Enligt ett kortspel kallad "Disney Villains-set" så står det att häxans fulhet symboliserar allt det mörka och onda som döljs av drottningens skönhet". 
Drottningen gjordes för att se ut som både en femme fatale från 1930-talet och en medeltida, magisk skurk. Hennes ansikte har inspirerats av Joan Crawford och andra skådespelerskor som Gale Sondergaard. Hon liknade också två Hollywoodstjärnor från Europa, Greta Garbo och Marlene Dietrich. Hennes dräkt och figur kan ha baserats av en staty vid Naumburgs domkyrka föreställandes Uta von Ballenstedt, som allmänt ansågs vara den vackraste kvinnan i medeltida Tyskland. Både drottningen och Snövits animationer förfinades av Grim Natwick och Norm Ferguson, som ofta åsidosatte Walt Disneys instruktioner. Ett sista konstkoncept av drottningen som gjordes innan filmens produktion hade en lösare huva, en annan krona och en pälsklädd kappa, vilket kan ses på Gustaf Tenggrens bilder.
Till skillnad från många av Disneys animationer med mänskliga karaktärer från den eran så rotoskoperades inget av Art Babbitts huvudanimationsarbete med drottningen. Animatörerna föredrog att rita drottningen före Snövit "eftersom hon var mer verklig och komplex som kvinna, mer erotisk och driven till desperata handlingar av sin magiska spegel."  
Drottningen visade sig dock vara särskilt komplicerad för animatörerna, eftersom hon var tvungen att vara "kungligt vacker, och ha graciösa rörelser". Sekvensen av hennes förvandling var filmens svåraste del att visualisera med hjälp av trickeffekter,eftersom Disney insisterade på att visa hur drottningen kände sig när hon förvandlades.
Drottningen är den första karaktären någonsin som talar i en animerad långfilm. Lucille La Verne framförde rösterna till både drottningen och hennes häxskepnad. Joe Grant, som bidrog med designen av drottningens häxskepnad, lade märke till La Vernes förändrade attityd och hållning när hon gav sin röst åt drottningen och häxan, och började därefter skissa ner dessa poser och hennes kroppsspråk att använda som referenser i sitt animationsarbete.

## Mottagande

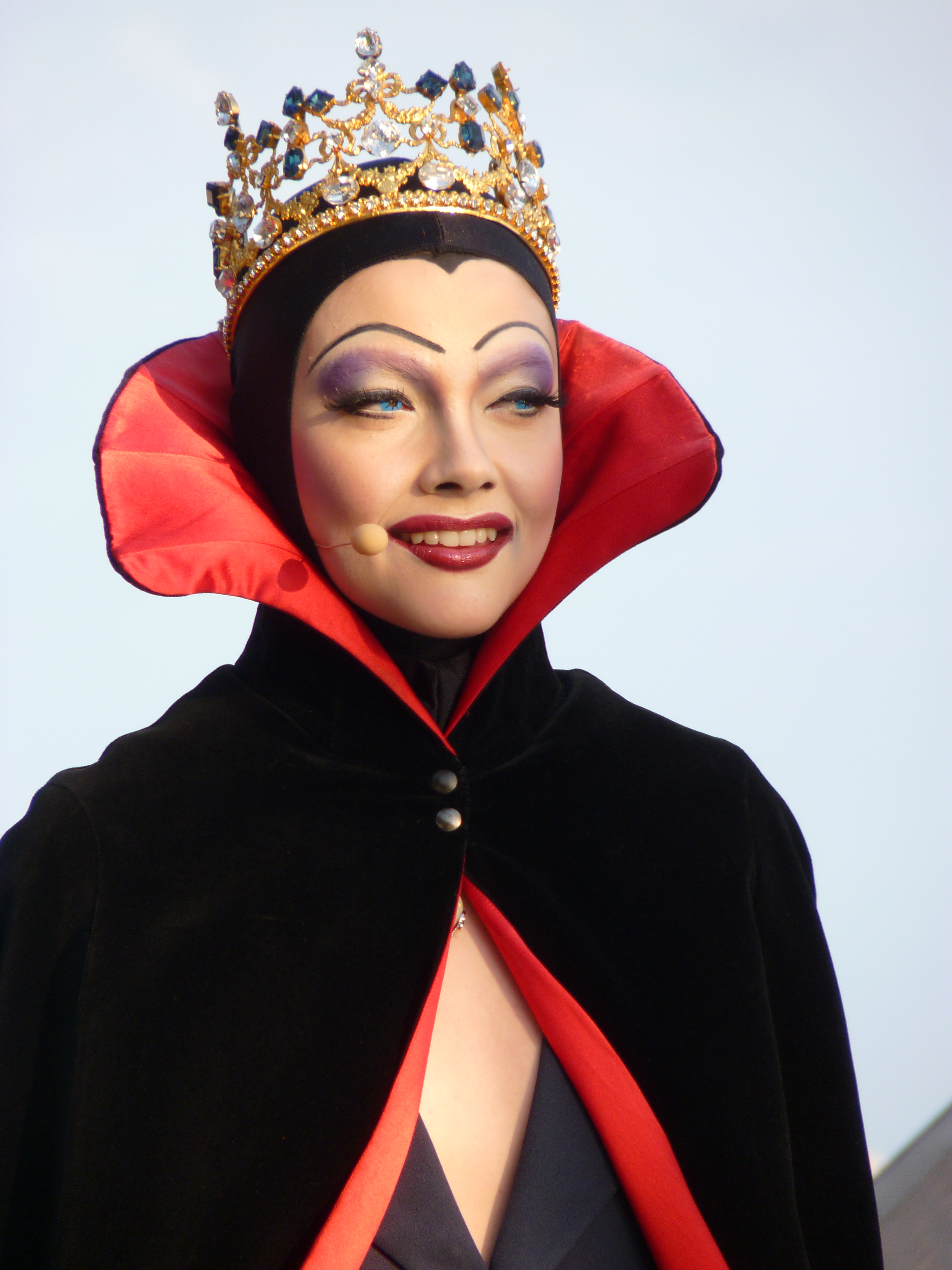
Den franska skådespelerskan och TV-värden Solweig Rediger-Lizlow vid Cannesfestivalen 2012 utklädd som drottningen.

### Kritiskt mottagande och popularitet
Disneyversionen av karaktären mottogs mycket väl av filmkritiker. Enligt Eric Smoodin från British Film Institute så är drottningen i eftertanke den stora stjärnan i filmen eftersom "den enda betydelsefulla karaktären som inte sjunger – drottningen – framstår som den enda verkliga och realistiska personligheten i filmen. Hon drivs av mänskliga känslor i stor skala: svartsjuka, hat, narcissism, osäkerhet." Roger Ebert skrev att Snövit och de sju dvärgarna "inte handlade lika mycket om Snövit såsom de sju dvärgarna och den onda drottningen", och menade att detta var anledningen till att den har förblivit "det ultimata animerade mästerverket".